# Opzione (diritto diplomatico)
In diritto diplomatico con il termine opzione si intende la possibilità giuridica che i trattati, attinenti a cessioni territoriali, prevedano in favore degli abitanti dei territori ceduti di dichiarare la loro volontà di conservare o meno la cittadinanza dello Stato cedente. 
I trattati che stabiliscono ciò fanno obbligo allo Stato cessionario di non considerare più come propri cittadini gli individui che intendono valersi del potere giuridico loro concesso e di non porre ostacolo all'attuazione di siffatto potere. Così intesa, l'opzione tende a temperare l'antico rigido principio secondo il quale gli abitanti di un territorio ceduto erano destinati ad assumere automaticamente la cittadinanza del nuovo Stato sovrano. 

## Applicazione
Il trattato, che pone norme in tal senso, ne regola altresì l'attuazione. Esso disciplina in particolare la sfera di applicazione soggettiva delle norme stesse. Ed all'uopo può giovarsi di particolari criteri, quali la lingua parlata dai possibili optanti, il luogo di nascita, il domicilio o la residenza di essi.

## Obblighi derivanti
In base al trattato stesso, l'esercizio del potere giuridico di opzione può determinare per gli optanti obblighi di diversa natura: segnatamente, quello di abbandonare il territorio dello Stato cessionario e quello, altresì, di liquidare i propri beni siti nel territorio stesso. 

## Potere di opzione
Il potere di opzione può essere previsto non pure dai trattati che originariamente stabiliscono la cessione territoriale, ma anche da successivi accordi. Ciò nel senso che gli allogeni di territori, ceduti da uno Stato ad un altro, possono, grazie ad una dichiarazione di volontà, lasciare i territori stessi, ed essere sollevati della cittadinanza dello Stato cessionario a suo tempo acquistata (esempio in tal senso è l'accordo italo-tedesco del 1939, in ordine agli abitanti dell'Alto Adige).